# Eisschnelllauf-Sprintweltmeisterschaft 2004
Die 35. Eisschnelllauf-Sprintweltmeisterschaft wurde vom 17. bis 18. Januar im japanischen Nagano (M-Wave Arena) ausgetragen.

## Wettbewerb
- 62 Sportler aus 12 Nationen nahmen am Mehrkampf teil

| Teilnehmende Nationen                       | Teilnehmende Nationen              | Teilnehmende Nationen                         |
| ------------------------------------------- | ---------------------------------- | --------------------------------------------- |
| Belarus Kanada Volksrepublik China Finnland | Deutschland Italien Japan Südkorea | Niederlande Polen Russland Vereinigte Staaten |

### Frauen

#### Endstand
- Zeigt die zwölf erfolgreichsten Sportlerinnen der Sprint-WM

| Rang | Name                      | 1. Lauf 500 Meter | Pkt.  | 1. Lauf 1.000 Meter | Pkt.  | 2. Lauf 500 Meter | Pkt.  | 2. Lauf 1.000 Meter | Pkt.  | Gesamt- pkt. |
| ---- | ------------------------- | ----------------- | ----- | ------------------- | ----- | ----------------- | ----- | ------------------- | ----- | ------------ |
| 1    | Marianne Timmer           | 38,94 (3)         | 38,94 | 1:17,19 (3)         | 38,59 | 38,94 (4)         | 38,94 | 1:17,56 (3)         | 38,78 | 155,255      |
| 2    | Anni Friesinger           | 39,39 (11)        | 39,39 | 1:16,70 (1)         | 38,35 | 39,38 (13)        | 39,38 | 1:16,56 (1)         | 38,28 | 155,400      |
| 3    | Jennifer Rodriguez        | 39,49 (13)        | 39,49 | 1:17,02 (2)         | 38,51 | 39,46 (14)        | 39,46 | 1:16,98 (2)         | 38,49 | 155,950      |
| 4    | Wang Manli                | 38,85 (2)         | 38,85 | 1:18,10 (5)         | 39,05 | 38,67 (1)         | 38,67 | 1:19,31 (17)        | 39,65 | 156,225      |
| 5    | Monique Garbrecht-Enfeldt | 39,04 (4)         | 39,04 | 1:18,71 (10)        | 39,35 | 39,29 (9)         | 39,29 | 1:17,60 (4)         | 38,80 | 156,485      |
| 6    | Anschalika Kazjuha        | 39,15 (8)         | 39,15 | 1:18,14 (6)         | 39,07 | 39,24 (8)         | 39,24 | 1:18,14 (7)         | 39,07 | 156,530      |
| 7    | Aki Tonoike               | 39,05 (5)         | 39,05 | 1:18,68 (9)         | 39,34 | 39,16 (6)         | 39,16 | 1:18,06 (5)         | 39,03 | 156,580      |
| 8    | Shihomi Shin’ya           | 39,08 (7)         | 39,08 | 1:18,88 (14)        | 39,44 | 38,81 (3)         | 38,81 | 1:18,93 (15)        | 39,46 | 156,795      |
| 9    | Tomomi Okazaki            | 39,06 (6)         | 39,06 | 1:19,17 (15)        | 39,58 | 39,02 (5)         | 39,02 | 1:18,38 (9)         | 39,19 | 156,855      |
| 10   | Pamela Zoellner           | 39,23 (9)         | 39,23 | 1:18,52 (7)         | 39,26 | 39,18 (7)         | 39,18 | 1:18,39 (10)        | 39,19 | 156,865      |
| 11   | Andrea Nuyt               | 39,55 (14)        | 39,55 | 1:18,76 (12)        | 39,38 | 39,34 (11)        | 39,34 | 1:18,08 (6)         | 39,04 | 157,310      |
| 12   | Sayuri Osuga              | 38,79 (1)         | 38,79 | 1:19,96 (20)        | 39,98 | 38,80 (2)         | 38,80 | 1:19,61 (19)        | 39,80 | 157,375      |

#### 1. Lauf 500 Meter
| Platz | Name                      | Land                | Zeit  | Punkte |
| ----- | ------------------------- | ------------------- | ----- | ------ |
| 1     | Sayuri Ōsuga              | Japan               | 38,79 | 38,79  |
| 2     | Wang Manli                | Volksrepublik China | 38,85 | 38,85  |
| 3     | Marianne Timmer           | Niederlande         | 38,94 | 38,94  |
| 4     | Monique Garbrecht-Enfeldt | Deutschland         | 39,04 | 39,04  |
| 5     | Aki Tonoike               | Japan               | 39,05 | 39,05  |
| 6     | Tomomi Okazaki            | Japan               | 39,06 | 39,06  |
| 7     | Shihomi Shin’ya           | Japan               | 39,08 | 39,08  |
| 8     | Anschalika Kazjuha        | Belarus             | 39,15 | 39,15  |
| 9     | Pamela Zoellner           | Deutschland         | 39,23 | 39,23  |
| 10    | Jenny Wolf                | Deutschland         | 39,25 | 39,25  |
|       |                           |                     |       |        |
| 11    | Anni Friesinger           | Deutschland         | 39,39 | 39,39  |

#### 1. Lauf 1.000 Meter
| Platz | Name                                  | Land                    | Zeit    | Punkte |
| ----- | ------------------------------------- | ----------------------- | ------- | ------ |
| 1     | Anni Friesinger                       | Deutschland             | 1:16,70 | 38,35  |
| 2     | Jennifer Rodriguez                    | Vereinigte Staaten      | 1:17,02 | 38,51  |
| 3     | Marianne Timmer                       | Niederlande             | 1:17,19 | 38,59  |
| 4     | Annamarie Thomas                      | Niederlande             | 1:18,08 | 39,04  |
| 5     | Wang Manli                            | Volksrepublik China     | 1:18,10 | 39,05  |
| 6     | Anschalika Kazjuha                    | Belarus                 | 1:18,14 | 39,07  |
| 7     | Pamela Zoellner                       | Deutschland             | 1:18,52 | 39,26  |
| 8     | Chiara Simionato                      | Italien                 | 1:18,63 | 39,31  |
| 9     | Aki Tonoike                           | Japan                   | 1:18,68 | 39,34  |
| 10    | Monique Garbrecht-Enfeldt Frouke Oonk | Deutschland Niederlande | 1:18,71 | 39,35  |
|       |                                       |                         |         |        |
| 28    | Jenny Wolf                            | Deutschland             | 1:21,94 | 40,97  |

#### 2. Lauf 500 Meter
| Platz | Name                      | Land                | Zeit  | Punkte |
| ----- | ------------------------- | ------------------- | ----- | ------ |
| 1     | Wang Manli                | Volksrepublik China | 38,67 | 38,67  |
| 2     | Sayuri Ōsuga              | Japan               | 38,80 | 38,80  |
| 3     | Shihomi Shin’ya           | Japan               | 38,81 | 38,81  |
| 4     | Marianne Timmer           | Niederlande         | 38,94 | 38,94  |
| 5     | Tomomi Okazaki            | Japan               | 39,02 | 39,02  |
| 6     | Aki Tonoike               | Japan               | 39,16 | 39,16  |
| 7     | Pamela Zoellner           | Deutschland         | 39,18 | 39,18  |
| 8     | Anschalika Kazjuha        | Belarus             | 39,24 | 39,24  |
| 9     | Monique Garbrecht-Enfeldt | Deutschland         | 39,29 | 39,29  |
| 10    | Frouke Oonk               | Niederlande         | 39,32 | 39,32  |
|       |                           |                     |       |        |
| 12    | Jenny Wolf                | Deutschland         | 39,36 | 39,36  |
| 13    | Anni Friesinger           | Deutschland         | 39,38 | 39,38  |

#### 2. Lauf 1.000 Meter
| Platz | Name                      | Land               | Zeit    | Punkte |
| ----- | ------------------------- | ------------------ | ------- | ------ |
| 1     | Anni Friesinger           | Deutschland        | 1:16,56 | 38,28  |
| 2     | Jennifer Rodriguez        | Vereinigte Staaten | 1:16,98 | 38,49  |
| 3     | Marianne Timmer           | Niederlande        | 1:17,56 | 38,78  |
| 4     | Monique Garbrecht-Enfeldt | Deutschland        | 1:17,60 | 38,80  |
| 5     | Aki Tonoike               | Japan              | 1:18,06 | 39,03  |
| 6     | Andrea Nuyt               | Niederlande        | 1:18,08 | 39,04  |
| 7     | Anschalika Kazjuha        | Belarus            | 1:18,14 | 39,07  |
| 8     | Frouke Oonk               | Niederlande        | 1:18,34 | 39,17  |
| 9     | Tomomi Okazaki            | Japan              | 1:18,38 | 39,19  |
| 10    | Pamela Zoellner           | Deutschland        | 1:18,39 | 39,19  |
|       |                           |                    |         |        |
| 29    | Jenny Wolf                | Deutschland        | 1:23,08 | 41,54  |

### Männer

#### Endstand
- Zeigt die zwölf erfolgreichsten Sportler der Sprint-WM

| Rang | Name               | 1. Lauf 500 Meter | Pkt.  | 1. Lauf 1.000 Meter | Pkt.  | 2. Lauf 500 Meter | Pkt.  | 2. Lauf 1.000 Meter | Pkt.  | Gesamt- pkt. |
| ---- | ------------------ | ----------------- | ----- | ------------------- | ----- | ----------------- | ----- | ------------------- | ----- | ------------ |
| 1    | Erben Wennemars    | 35,70 (9)         | 35,70 | 1:09,46 (1)         | 34,73 | 35,63 (7)         | 35,63 | 1:09,39 (1)         | 34,69 | 140,755      |
| 2    | Jeremy Wotherspoon | 35,25 (1)         | 35,25 | 1:10,40 (4)         | 35,20 | 35,43 (3)         | 35,43 | 1:10,18 (4)         | 35,09 | 140,970      |
| 3    | Mike Ireland       | 35,40 (3)         | 35,40 | 1:10,52 (5)         | 35,26 | 35,46 (4)         | 35,46 | 1:09,78 (3)         | 34,89 | 141,010      |
| 4    | Gerard van Velde   | 35,64 (7)         | 35,64 | 1:10,73 (6)         | 35,36 | 35,27 (1)         | 35,27 | 1:09,75 (2)         | 34,87 | 141,150      |
| 5    | Kip Carpenter      | 35,36 (2)         | 35,36 | 1:10,94 (9)         | 35,47 | 35,80 (9)         | 35,80 | 1:10,33 (5)         | 35,16 | 141,795      |
| 6    | Casey Fitzrandolph | 35,50 (6)         | 35,50 | 1:10,84 (8)         | 35,42 | 35,55 (6)         | 35,55 | 1:11,05 (11)        | 35,52 | 141,995      |
| 7    | Hiroyasu Shimizu   | 35,40 (3)         | 35,40 | 1:11,38 (14)        | 35,69 | 35,29 (2)         | 35,29 | 1:11,30 (14)        | 35,65 | 142,030      |
| 8    | Janne Hänninen     | 35,71 (10)        | 35,71 | 1:10,38 (3)         | 35,19 | 35,91 (11)        | 35,91 | 1:10,52 (6)         | 35,26 | 142,070      |
| 9    | Dmitri Lobkow      | 35,49 (5)         | 35,49 | 1:11,22 (13)        | 35,61 | 35,70 (8)         | 35,70 | 1:11,44 (16)        | 35,72 | 142,520      |
| 10   | Masaaki Kobayashi  | 35,85 (12)        | 35,85 | 1:11,49 (15)        | 35,74 | 35,51 (5)         | 35,51 | 1:10,83 (9)         | 35,41 | 142,520      |
| 11   | Beorn Nijenhuis    | 35,91 (13)        | 35,91 | 1:10,37 (2)         | 35,18 | 35,95 (13)        | 35,95 | 1:11,15 (12)        | 35,57 | 142,620      |
| 12   | Pekka Koskela      | 35,79 (11)        | 35,79 | 1:11,66 (17)        | 35,83 | 35,83 (10)        | 35,83 | 1:11,61 (17)        | 35,80 | 143,255      |

#### 1. Lauf 500 Meter
| Platz | Name                          | Land                | Zeit  | Punkte |
| ----- | ----------------------------- | ------------------- | ----- | ------ |
| 1     | Jeremy Wotherspoon            | Kanada              | 35,25 | 35,25  |
| 2     | Kip Carpenter                 | Vereinigte Staaten  | 35,36 | 35,36  |
| 3     | Mike Ireland Hiroyasu Shimizu | Kanada Japan        | 35,40 | 35,40  |
| 5     | Dmitri Lobkow                 | Russland            | 35,49 | 35,49  |
| 6     | Casey Fitzrandolph            | Vereinigte Staaten  | 35,50 | 35,50  |
| 7     | Gerard van Velde              | Niederlande         | 35,64 | 35,64  |
| 8     | Yu Fengtong                   | Volksrepublik China | 35,66 | 35,66  |
| 9     | Erben Wennemars               | Niederlande         | 35,70 | 35,70  |
| 10    | Janne Hänninen                | Finnland            | 35,71 | 35,71  |
|       |                               |                     |       |        |
| 27    | Christian Breuer              | Deutschland         | 36,66 | 36,66  |
| 30    | Andreas Behr                  | Deutschland         | 36,86 | 36,86  |

#### 1. Lauf 1.000 Meter
| Platz | Name               | Land               | Zeit    | Punkte |
| ----- | ------------------ | ------------------ | ------- | ------ |
| 1     | Erben Wennemars    | Niederlande        | 1:09,46 | 34,73  |
| 2     | Beorn Nijenhuis    | Niederlande        | 1:10,37 | 35,18  |
| 3     | Janne Hänninen     | Finnland           | 1:10,38 | 35,19  |
| 4     | Jeremy Wotherspoon | Kanada             | 1:10,40 | 35,20  |
| 5     | Mike Ireland       | Kanada             | 1:10,52 | 35,26  |
| 6     | Gerard van Velde   | Niederlande        | 1:10,73 | 35,36  |
| 7     | Simon Kuipers      | Niederlande        | 1:10,82 | 35,41  |
| 8     | Casey Fitzrandolph | Vereinigte Staaten | 1:10,84 | 35,42  |
| 9     | Kip Carpenter      | Vereinigte Staaten | 1:10,94 | 35,47  |
| 10    | Takaharu Nakajima  | Japan              | 1:10,97 | 35,48  |
|       |                    |                    |         |        |
| 25    | Christian Breuer   | Deutschland        | 1:13,12 | 36,56  |

#### 2. Lauf 500 Meter
| Platz | Name               | Land               | Zeit  | Punkte |
| ----- | ------------------ | ------------------ | ----- | ------ |
| 1     | Gerard van Velde   | Niederlande        | 35,27 | 35,27  |
| 2     | Hiroyasu Shimizu   | Japan              | 35,29 | 35,29  |
| 3     | Jeremy Wotherspoon | Kanada             | 35,43 | 35,43  |
| 4     | Mike Ireland       | Kanada             | 35,46 | 35,46  |
| 5     | Masaaki Kobayashi  | Japan              | 35,51 | 35,51  |
| 6     | Casey Fitzrandolph | Vereinigte Staaten | 35,55 | 35,55  |
| 7     | Erben Wennemars    | Niederlande        | 35,63 | 35,63  |
| 8     | Dmitri Lobkow      | Russland           | 35,70 | 35,70  |
| 9     | Kip Carpenter      | Vereinigte Staaten | 35,80 | 35,80  |
| 10    | Pekka Koskela      | Finnland           | 35,83 | 35,83  |
|       |                    |                    |       |        |
| 27    | Andreas Behr       | Deutschland        | 37,11 | 37,11  |

#### 2. Lauf 1.000 Meter
| Platz | Name               | Land               | Zeit    | Punkte |
| ----- | ------------------ | ------------------ | ------- | ------ |
| 1     | Erben Wennemars    | Niederlande        | 1:09,39 | 34,69  |
| 2     | Gerard van Velde   | Niederlande        | 1:09,75 | 34,87  |
| 3     | Mike Ireland       | Kanada             | 1:09,78 | 34,89  |
| 4     | Jeremy Wotherspoon | Kanada             | 1:10,18 | 35,09  |
| 5     | Kip Carpenter      | Vereinigte Staaten | 1:10,33 | 35,16  |
| 6     | Janne Hänninen     | Finnland           | 1:10,52 | 35,26  |
| 7     | Takaharu Nakajima  | Japan              | 1:10,59 | 35,29  |
| 8     | Simon Kuipers      | Niederlande        | 1:10,73 | 35,36  |
| 9     | Masaaki Kobayashi  | Japan              | 1:10,83 | 35,41  |
| 10    | Joey Cheek         | Vereinigte Staaten | 1:11,03 | 35,51  |
|       |                    |                    |         |        |
| 29    | Andreas Behr       | Deutschland        | 1:14,67 | 37,33  |